# Jessy Savine
Jessy Savine est un footballeur né le 21 janvier 1976 à Nancy. Son poste est milieu offensif. Il a deux filles nommées Emy et Lony, nées respectivement en 2003 et 2005.

## Carrière
Natif de Jarville, Jessy fait naturellement ses premiers pas dans le club de sa ville.
Devenu un espoir lorrain, il dispute son premier match pro en D2 durant la saison 1994-1995. Toutefois, il est condamné par son statut à évoluer davantage avec la réserve pro et il finit par être prêté au Stade athlétique spinalien (Épinal) en 1996/1997 en deuxième division.
À son retour à l'AS Nancy-Lorraine en 1997/1998, Jessy participe à la remontée du club en D1 et remporte le titre de champion.
Mais l'année suivante, son temps de jeu dans l'élite s'effondre (1 match seulement) et la saison qui suit, il est prêté en National à l'AS Beauvais où il retrouve un ancien formateur nancéien : Jacky Bonnevay. Avec ce dernier, il remporte le titre de champion de National en 2000 avec l'ASBO.
De retour en Lorraine, il arrive en fin de contrat en 2000 et son club formateur ne lui propose aucune reconduction. Finalement, au mercato et après six mois de chômage, Beauvais lui propose un contrat d'un an et demi et il aide le club à se maintenir en D2.
2001/2002 est une des meilleures saisons de Savine, puisqu'il en plus d'être régulier, il joue la montée en L1 avec Beauvais. Mais finalement, le club échoue sur la toute fin de saison et le départ de Bonnevay coïncide à son départ de l'ASBO.
Après, une nouvelle période sans club, il rebondit en National au Club Sportif Louhans-Cuiseaux en 2002/2003. Puis, la saison d'après, il découvre le championnat amateur en allant exercer à Jarville Jeunesse Foot.
En 2004/2005, il revient en National à l'Union sportive raonnaise où joue régulièrement d'anciens joueurs de  Nancy.
Après, une saison, il retourne de nouveau en CFA à Jarville puis s'en va de nouveau. Ensuite, à partir de 2006, il joue en CFA à Vesoul.
- 1994-1996 :  AS Nancy-Lorraine
- 1996-1997 :  SA Épinal
- 1997-1999 :  AS Nancy-Lorraine
- 1999-2002 :  AS Beauvais Oise
- 2002-2003 :  CS Louhans-Cuiseaux
- 2003-2004 :  Jarville JF
- 2004-2005 :  US Raon-l'Étape
- 2005-2006 :  Jarville JF
- 2006-2009 :  Vesoul HSF

## Palmarès
- Champion de France de D2 en 1998 avec l'AS Nancy-Lorraine
- Champion de France de National en 2000 avec l'AS Beauvais

## Statistiques
- 1 match en Ligue 1
- 73 matchs et 8 buts en Ligue 2
- 58 matchs et 11 buts en National